# 穆祥豪
穆祥豪（1935年—2021年11月11日），男，回族，天津人，中国游泳运动员、教练员，中国国家游泳队原总教练。1989年被评为建国40年以来杰出教练员。
1988年穆祥豪移居美國，1989-1992年任爱荷华大学男子游泳隊副總教練，1992-1996年任普林斯頓大學男子游泳隊副總教練。1995年獲美國教育理事會國際職業級教練稱號；2006年於紐約創辦祥豪游泳俱樂部，並開設游泳培訓中心，2008年夏季奧林匹克運動會游泳比賽成為美國國家隊泳手丽贝卡·索尼之教練。
穆祥豪於2021年11月11日於美國新泽西州普林斯頓的家中因心臟病發離世，享年86歲，及後於同年11月20日下午在當地舉行出殯儀式。